# Ela Poznerová
Ela Poznerová, właśc. Eliška Poznerová (ur. 28 maja 1906 w Wiedniu, zm. 27 lutego 1991 w Pradze) – czeska aktorka filmowa, teatralna i telewizyjna.

## Wybrane role filmowe
- 1927: Werther – Žofie, siostra Lotty (film niemy)
- 1930: Chudá holka – Věra, narzeczona Jánskiego
- 1937: Jak wielbłąd przez ucho igielne (Velbloud uchem jehly) – aktorka w filmie „Podróż do raju”
- 1937: Filozoficzna opowieść (Filosofská historie) – Lotty Roubínková
- 1953: Młodzieńcze lata (Mladá léta) – Léblova
- 1953: Księżyc nad rzeką (Měsíc nad řekou) – Julinka Stárková, krawcowa
- 1960: Romeo, Julia i ciemność (Romeo, Julie a tma) – sąsiadka
- 1962: Śmierć Tarzana (Tarzanova smrt) – dama
- 1977: 56 godzin na wagarach (Šestapadesát neomluvených hodin) – dama
- 1984: Všichni musí být v pyžamu – emerytka